# براکس سیسترز
براکس سیسترز (انگلیسی: Brox Sisters) یک گروه هنری سه‌نفره آمریکایی متشکل از سه خواهر بودند که بیشترین محبوبیت خود را در دهه ۱۹۲۰ و اوایل دهه ۱۹۳۰ داشتند. این سه خواهر در آیووا و ایندیانا زاده شدند، اما در آلبرتا و تنسی بزرگ شدند و در تمام دورهٔ حرفه‌ای نمایش خود، لهجهٔ انگلیسی جنوب آمریکایی خود را حفظ کردند. براکس سیسترز حرفه خوانندگی را به عنوان در کانادا و در یک برنامهٔ تلویزیونی کودکان آغاز کردند. آنها نام خانوادگی اصلی خود را از «براک» به «براکس» تغییر دادند و کارهای نمایشی‌شان را با اجرای وودویل در سیرک‌های کانادا و ایالات متحده آمریکا پی گرفتند. در آغاز دهه ۱۹۲۰ بود که این سه خواهر در صحنهٔ تئاتر برادوی به موفقیت دست یافتند. نزدیک به پایان همان دهه آنها به لس آنجلس نقل مکان کردند. اجراهای این گروه هنری در اوایل دهه ۱۹۳۰ پس از ازدواج خواهران عملاً متوقف شد. آنها آخرین حضور حرفه ای خود را در بک برنامهٔ رادیویی در سال ۱۹۳۹ انجام دادند.
از فیلم‌هایی که وی در آن‌ها نقش داشته است، می‌توان به نمایش هالیوود ۱۹۲۹، سلطان جاز و نمایش باشکوه هالیوود اشاره نمود.